# Saint-Georges-de-Montclard
Saint-Georges-de-Montclard (lokal auch Saint-Georges-de-Montclar) ist eine französische Gemeinde mit 279 Einwohnern (Stand 1. Januar 2022) im Département Dordogne in der Region Nouvelle-Aquitaine (vor 2016: Aquitanien). Sie gehört zum Arrondissement Périgueux (bis 2016: Arrondissement Bergerac) und zum Kanton Périgord Central.
Der Name in der okzitanischen Sprache lautet Sent Jòrgi de Montclar und leitet sich vom heiligen Georg ab. Das okzitanische Wort montclar bedeutet „Berg, von dem man klar schaut“.
Die Einwohner werden Montclardais und Montclardaises genannt.

## Geographie
Saint-Georges-de-Montclard liegt ca. 30 Kilometer südsüdwestlich von Périgueux und ca. 15 Kilometer nordwestlich von Bergerac in dessen Einzugsbereich (Aire urbaine) in der historischen Provinz Périgord.
Die Gemeinde besitzt zwei Ortszentren, die einige Kilometer auseinander liegen, Saint-Georges mit der Pfarrkirche und Montclard mit dem Rathaus (Mairie) und dem Schloss.
Umgeben wird Saint-Georges-de-Montclard von den Nachbargemeinden:
|            | Saint-Martin-des-Combes                     | Clermont-de-Beauregard   |
| Campsegret | Kompassrose, die auf Nachbargemeinden zeigt | Saint-Félix-de-Villadeix |
|            | Lamonzie-Montastruc                         | Liorac-sur-Louyre        |

Saint-Georges-de-Montclard liegt im Einzugsgebiet des Flusses Dordogne.
Der Caudeau, ein rechter Nebenfluss der Dordogne, durchquert das Gebiet der Gemeinde zusammen mit seinen Nebenflüssen, dem Ruisseau de Saint-Georges, der in Saint-Georges-de-Montclard entspringt, und der Ruchelle.

## Einwohnerentwicklung
Nach Beginn der Aufzeichnungen stieg die Einwohnerzahl in der Mitte des 19. Jahrhunderts auf einen Höchststand von rund 815. In der Folgezeit sank die Größe der Gemeinde bei kurzen Erholungsphasen bis zu den 1970er Jahren auf ein Niveau von rund 260 Einwohnern, bevor sich zu Beginn des 21. Jahrhunderts ein moderates Wachstum einstellte, das bis heute anhält.
| Jahr      | 1962 | 1968 | 1975 | 1982 | 1990 | 1999 | 2006 | 2011 | 2022 |
| --------- | ---- | ---- | ---- | ---- | ---- | ---- | ---- | ---- | ---- |
| Einwohner | 314  | 273  | 263  | 262  | 258  | 268  | 260  | 278  | 279  |

## Sehenswürdigkeiten
- Pfarrkirche Sainte-Rita aus dem 11. Jahrhundert
- Schloss Montclar aus dem 15. Jahrhundert, als Monument historique eingeschrieben
- Herrenhaus La Beaureille aus dem 16. Jahrhundert, als Monument historique eingeschrieben

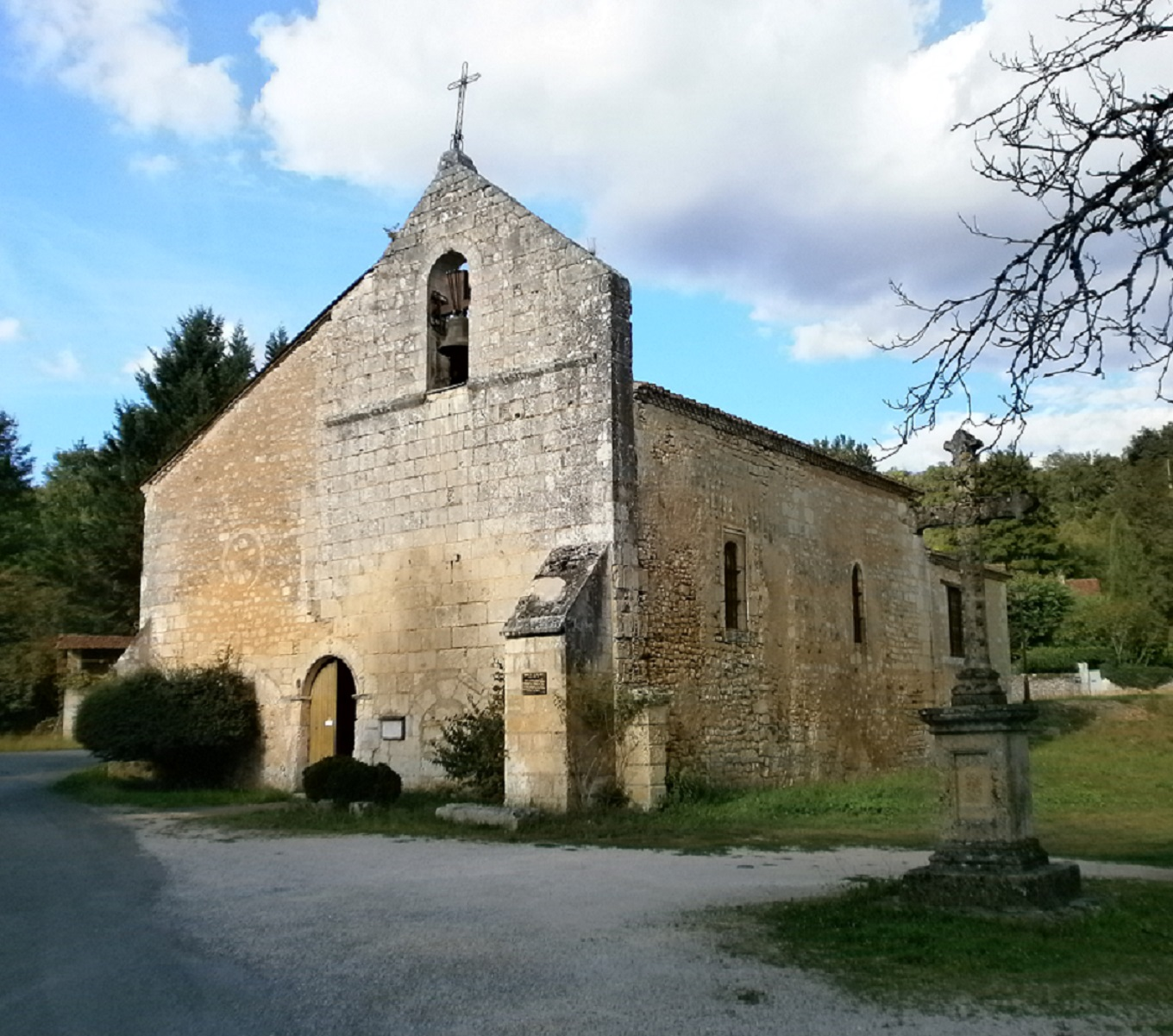
Pfarrkirche Sainte Rita
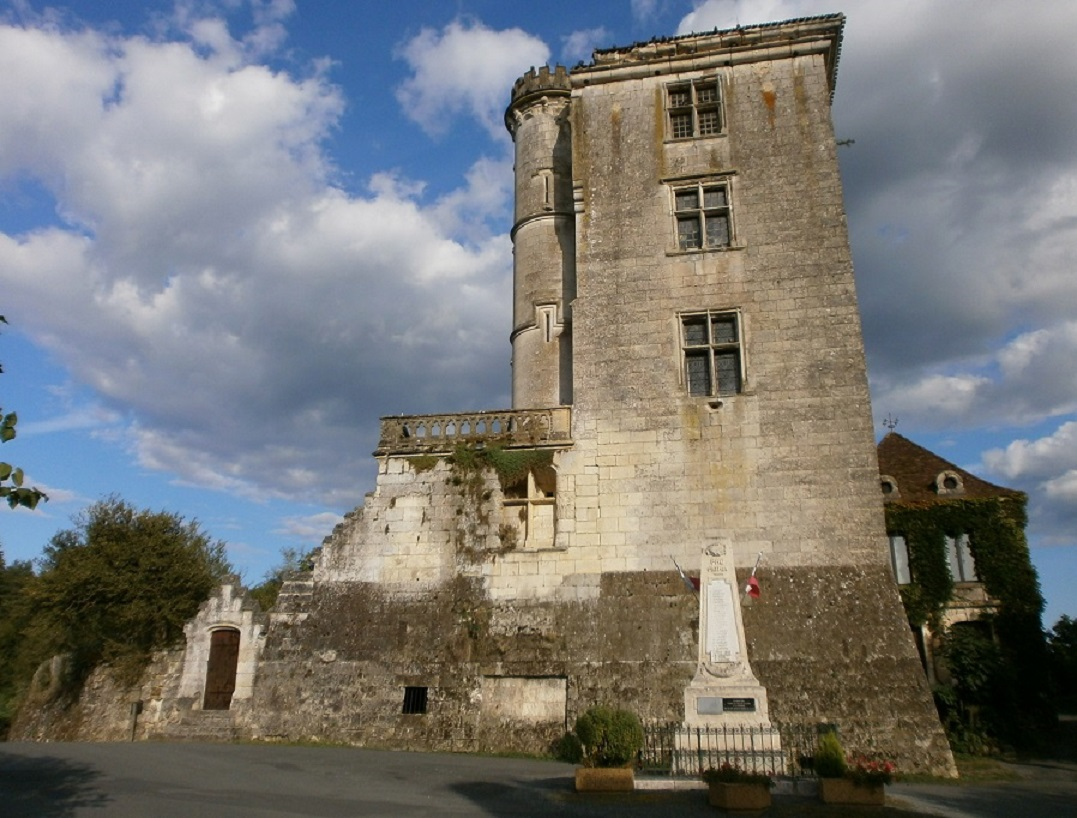
Schloss Montclar

## Wirtschaft und Infrastruktur
Handel und Dienstleistungen sind die wichtigsten Wirtschaftsfaktoren der Gemeinde.

### Bildung
Die Gemeinde verfügt über eine öffentliche Vor- und Grundschule mit 39 Schülerinnen und Schülern im Schuljahr 2018/2019.

### Verkehr
Saint-Georges-de-Montclard ist erreichbar über die Routes départementales 21 und 39 sowie über Nebenstraßen, die von der Route nationale 21 abzweigen. Diese bildet hier die Verkehrsachse Périgueux–Bergerac.
Die Gemeinde ist über eine Linie des Busnetzes Transpérigord, die von Périgueux nach Bergerac führt, mit anderen Gemeinden des Départements verbunden.

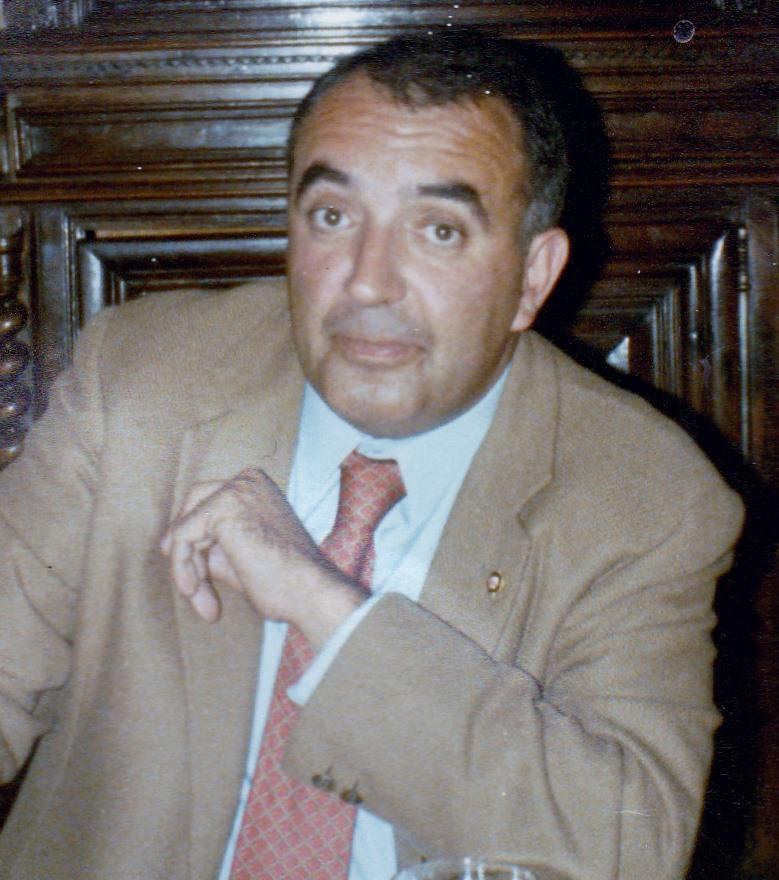
Patrick Esclafer de La Rode 1998

## Persönlichkeiten
- Patrick Esclafer de La Rode, geboren am 6. August 1944 in Angoulême, gestorben am 22. Februar 2015 in Périgueux, war französischer Historiker und Genealoge. Er war Besitzer des Schlosses Montclard.[8]

- Ariane Lumen, geboren am 17. Februar 1963 in Bergerac, ist Kunstmalerin und lebt in Saint-Georges-de-Montclard.[9]